# つづく (三宅伸治のアルバム)
『つづく』は、日本のミュージシャン・三宅伸治のセルフ・トリビュート・アルバム。三宅のデビュー20周年を記念した作品で、2007年9月12日にtearbridge recordsより発売された。

## 構成
アナム&マキ、石田長生、忌野清志郎、内田勘太郎（元・憂歌団）、北川悠仁（ゆず）、木村充揮（元・憂歌団）、甲本ヒロト（ザ・クロマニヨンズ）、GO!GO!7188、桜井和寿 (Mr.Children)、島袋優 (BEGIN)、寺岡呼人、友部正人、仲井戸麗市、BLACK BOTTOM BRASS BAND、暴動（グループ魂）、真島昌利（ザ・クロマニヨンズ）、山田武郎（THE イナズマ戦隊）、YO-KING、Leyonaら総勢50人のアーティストがゲストとして参加。
ゲストとともに三宅が自身の楽曲をセルフカバーしているほか、北川、仲井戸、友部、忌野との共作書き下ろし楽曲も収録されている。また、「ブギ・ナイト」ではMOJO CLUBが1曲限りの再結成を果たしている。

## リリース・プロモーション
通常盤のみの1形態で発売。ミュージック・ビデオやレコーディング・ドキュメントを収録したDVDが付属している。
本作のアートディレクターは隆俊作が担当。
本作の発売を記念し、2007年9月22日にSHIBUYA-AXでライブ『三宅伸治デビュー20周年記念ライブイベント「BACKしよう」』を開催。本作に参加したアーティストもゲスト出演しパフォーマンスが行なわれた。

## 収録曲

### CD
- 作詞・作曲：三宅伸治（#2, #3, #7, #10, #14除く） / プロデュース：三宅伸治（#14除く）

1. 月がかっこいい / 三宅伸治 & 甲本ヒロト [5:05]
  - 編曲：MONKEY
  - 2007年に発売したアルバム『BLUES'N ROLL』収録曲。
2. 悲しみをぶっとばせ / 三宅伸治 & 北川悠仁 [4:17]
  - 作詞・作曲：北川悠仁・三宅伸治
3. 君が降りてきた夏 / 三宅伸治 & 桜井和寿 [4:15]
  - 作詞：三宅伸治 / 作曲：三宅伸治・栗原正己
  - 1990年にMOJO CLUB名義で発売したシングル。
  - レコーディングではアレンジの異なる2種類のバージョンを完成させ、そのうち一方のみを採用し収録したという[5]。
  - 桜井は野外音楽フェスティバル『ap bank fes '06』でBank Bandとしても本楽曲をカバーしていた。
4. Forever Young / 三宅伸治 & 真島昌利 [5:52]
  - 管編曲：梅津和時
  - 2007年に発売したアルバム『BLUES'N ROLL』収録曲。
5. So-So / 三宅伸治 & Leyona [5:14]
  - 1990年にMOJO CLUB名義で発売したアルバム『社会復帰』収録曲。
6. ギター・マン / 三宅伸治 & 暴動 & 山田武郎 [4:44]
  - 管編曲：渡辺隆雄
  - 2000年にMIYAKE SHINJI & THE TRAMP名義で発売したアルバム『HOME WORK』収録曲。
7. 雨の降る日には / 三宅伸治 & 友部正人 [5:40]
  - 作詞：友部正人 / 作曲：三宅伸治
8. 風の行き先 / 三宅伸治 & YO-KING & アナム&マキ [4:28]
  - 2001年にMiyake Shinji The Swamp Tramp名義で発売したアルバム『Happy Days』収録曲。
9. 淋しい人 / 三宅伸治 & GO!GO!7188 [3:50]
  - 2000年に発売したアルバム『旅路』収録曲。
10. 一日 / 三宅伸治 & 仲井戸麗市 [5:16]
  - 作詞・作曲：仲井戸麗市・三宅伸治
11. びんぼうワルツ / 三宅伸治 & 木村充揮 [5:50]
  - 弦編曲：橋本歩・厚見玲衣
  - 2000年にMIYAKE SHINJI & THE TRAMP名義で発売したアルバム『HOME WORK』収録曲。
12. ブギ・ナイト / 三宅伸治 & MOJO CLUB [3:51]
  - 1990年にMOJO CLUB名義で発売したアルバム『社会復帰』収録曲。
13. たたえる歌 / 三宅伸治 with friends [4:50]
  - 管編曲：渡辺隆雄
  - 1997年にMIYAKE SHINJI & THE TRAMP名義で発売したシングル。
  - 本アルバムに参加したゲストアーティストがリレー形式でボーカルを取っている。
14. キング・タイガー / 三宅伸治 & 忌野清志郎 [3:35]
  - 作詞・作曲・編曲・プロデュース：忌野清志郎・三宅伸治

### DVD
1. Documentary & PV
  - レコーディングの模様に加え、ゲストアーティストのインタビューや三宅へのメッセージを収録。
  - ゲスト・アーティストが参加した「たたえる歌」のミュージック・ビデオも収録されている。

## 参加ミュージシャン
- MOJO CLUB
  - 三宅伸治：Vo (#1 - #4, #6 - #12), Vox (#14), Cho (#5, #14), G (#1, #4, #6, #9, #10, #12 - #14), AG (#3, #5, #7, #11), EG (#2, #7), B (#14)
  - 谷崎浩章：B (#12)
  - 杉山章二丸：Dr (#12)
- 三宅伸治BAND
  - 高橋 "Jr." 知治：B (#2, #3, #6, #13), Cho (#2)
  - 大島賢治：Dr (#2, #3, #6, #13), Cho (#2)
  - 厚見玲衣：Key (#2 - #4, #6, #7), Organ (#13), Cho (#2)
  - 渡辺隆雄：Tp (#6, #13)
  - NAOH：Sax (#6, #13)
- 甲本ヒロト（ザ・クロマニヨンズ）：Vo (#1), Harp (#1)
- BLACK BOTTOM BRASS BAND (#1)
  - YASSY：Tb, Cho
  - ANTON：B. Dr, Cho
  - KOO：Tb, Cho
  - IGGY：Sax, Cho
  - MONKY：B. Sax, Cho
  - OJI：Snare Dr, Cho
  - TAMOTSU：Sousa, Cho
- 北川悠仁（ゆず）：Vo (#2), AG (#2), Tambourine (#2)
- 島袋優 (BEGIN)：EG Solo (#2), Cho (#2)
- 桜井和寿 (Mr.Children)：Vo (#3)
- 内田勘太郎：AG (#3)
- 真島昌利（ザ・クロマニヨンズ）：Vo (#4), G (#4), 1st Solo G (#13)
- 中村キタロー：B (#4)
- 宮川剛：Dr (#4), Per (#4), SN/ブラシ (#14), 箱 (#14), Triangle (#14)
- 梅津和時：Sax (#4, #13), Clarinet (#11, #14)
- 片山広明：Sax (#4, #12, #13)
- Leyona：Vo (#5)
- 石田長生：G (#5)
- 花岡献治：B (#5)
- 新井田耕造：Dr (#5)
- 忌野清志郎：Ep (#5), Vox (#14), AG (#14), Dr (#14), Perc (#14), Pf (#14), Cho (#14)
- 暴動（グループ魂）：Vo (#6), G (#6)
- 山田武郎（THE イナズマ戦隊）：Vo (#6), G (#6)
- 友部正人：Vo (#7), AG (#7), Harp (#7)
- 寺岡呼人：B (#7)
- 島田和夫：Dr (#7)
- YO-KING：Vo (#8)
- アナム&マキ：AG (#8), Cho (#8)
- The Swamp Tramp
  - 高木克：G (#8), Pedal Steel (#8)
  - 橋本潤：B (#8)
  - 富岡 "Grico" 義広：Dr (#8), Per (#8)
  - 伊東ミキオ：Key (#8, #13)
- GO!GO!7188 (#9)
  - ユウ：Vo, G
  - アッコ：Vo, B
  - ターキー：Dr
- 仲井戸麗市：Vo (#10), G (#10), 2nd Solo G (#13)
- たつのすけ：Key (#10)
- 木村充揮：Vo (#11)
- 阿部美緒：1st Violin (#11)
- 柳川ひろ子：2nd Violin (#11)
- 深谷由紀子：Viola (#11)
- 橋本歩：Cello (#11)
- 三宅伸治 with friends：Vo (#13), Cho (#13)